# Mérinchal
 (décembre 2014).
Si vous disposez d'ouvrages ou d'articles de référence ou si vous connaissez des sites web de qualité traitant du thème abordé ici, merci de compléter l'article en donnant les références utiles à sa vérifiabilité et en les liant à la section « Notes et références ».
Mérinchal est une commune française située dans le département de la Creuse en région Nouvelle-Aquitaine.
Les habitants sont les Mérinchalois ou Mérinchaux (au pluriel uniquement) selon les gens.

## Géographie
Mérinchal est considérée historiquement comme la porte des Combrailles. C'est la raison pour laquelle elle est une des rares communes du canton de Crocq à ne pas faire partie du parc naturel régional de Millevaches, bien qu'elle soit une commune château d'eau en ayant sur son territoire la source de la rivière du Cher.
| Lioux-les-Monges           | Chard                  | Dontreix                                               |
| La Mazière-aux-Bons-Hommes | Mérinchal              | Montel-de-Gelat (Puy-de-Dôme) Tralaigues (Puy-de-Dôme) |
|                            | La Celle (Puy-de-Dôme) | Saint-Avit (Puy-de-Dôme)                               |

### Climat
Pour des articles plus généraux, voir Climat de la Nouvelle-Aquitaine et Climat de la Creuse.
Historiquement, la commune est exposée à un climat montagnard.
En 2020, Météo-France publie une typologie des climats de la France métropolitaine dans laquelle la commune est exposée à un climat de montagne et est dans la région climatique  Ouest et nord-ouest du Massif Central, caractérisée par une pluviométrie annuelle de 900 à 1 500 mm, maximale en automne et en hiver.
Pour la période 1971-2000, la température annuelle moyenne est de 9,2 °C, avec une amplitude thermique annuelle de 15 °C. Le cumul annuel moyen de précipitations est de 989 mm, avec 12,1 jours de précipitations en janvier et 8,1 jours en juillet. Pour la période 1991-2020, la température moyenne annuelle observée sur la station météorologique la plus proche, située sur la commune d'Auzances à 12 km à vol d'oiseau, est de 10,6 °C et le cumul annuel moyen de précipitations est de 898,1 mm,. Pour l'avenir, les paramètres climatiques de la commune estimés pour 2050 selon différents scénarios d'émission de gaz à effet de serre sont consultables sur un site dédié publié par Météo-France en novembre 2022.

## Urbanisme

### Typologie
Au 1er janvier 2024, Mérinchal est catégorisée commune rurale à habitat très dispersé, selon la nouvelle grille communale de densité à 7 niveaux définie par l'Insee en 2022.
Elle est située hors unité urbaine et hors attraction des villes,.

### Occupation des sols
L'occupation des sols de la commune, telle qu'elle ressort de la base de données européenne d’occupation biophysique des sols Corine Land Cover (CLC), est marquée par l'importance des territoires agricoles (80,5 % en 2018), une proportion sensiblement équivalente à celle de 1990 (79,8 %). La répartition détaillée en 2018 est la suivante : 
prairies (56 %), zones agricoles hétérogènes (24,5 %), forêts (17,7 %), zones urbanisées (0,9 %), eaux continentales (0,7 %), milieux à végétation arbustive et/ou herbacée (0,2 %). L'évolution de l’occupation des sols de la commune et de ses infrastructures peut être observée sur les différentes représentations cartographiques du territoire : la carte de Cassini (XVIIIe siècle), la carte d'état-major (1820-1866) et les cartes ou photos aériennes de l'IGN pour la période actuelle (1950 à aujourd'hui).

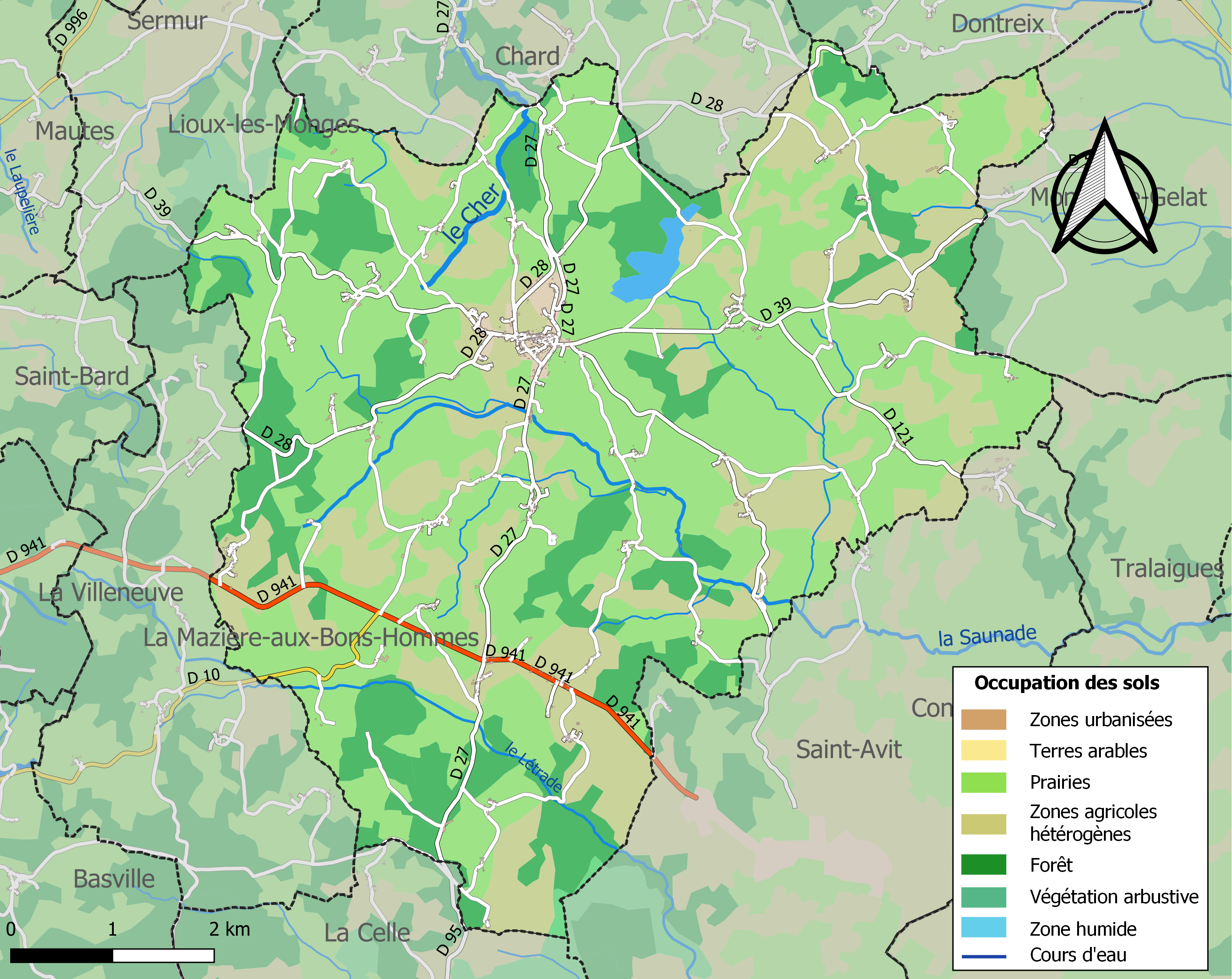
Carte des infrastructures et de l'occupation des sols de la commune en 2018 (CLC).

### Risques majeurs
Le territoire de la commune de Mérinchal est vulnérable à différents aléas naturels : météorologiques (tempête, orage, neige, grand froid, canicule ou sécheresse) et séisme (sismicité faible). Il est également exposé à un risque particulier : le risque de radon. Un site publié par le BRGM permet d'évaluer simplement et rapidement les risques d'un bien localisé soit par son adresse soit par le numéro de sa parcelle.

#### Risques naturels

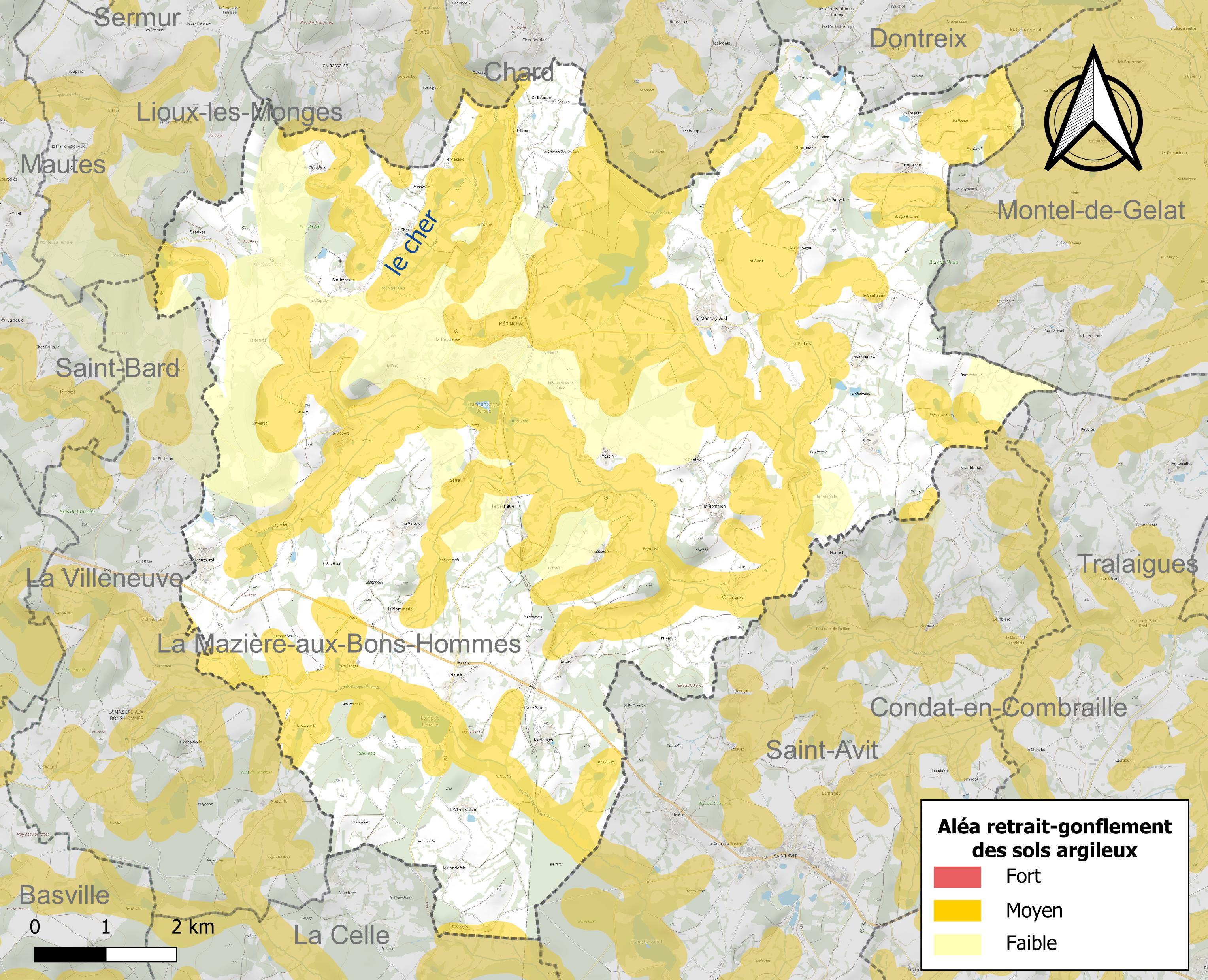
Carte des zones d'aléa retrait-gonflement des sols argileux de Mérinchal.

Le retrait-gonflement des sols argileux est susceptible d'engendrer des dommages importants aux bâtiments en cas d’alternance de périodes de sécheresse et de pluie. 44,1 % de la superficie communale est en aléa moyen ou fort (33,6 % au niveau départemental et 48,5 % au niveau national). Sur les 522 bâtiments dénombrés sur la commune en 2019, 152 sont en aléa moyen ou fort, soit 29 %, à comparer aux 25 % au niveau départemental et 54 % au niveau national. Une cartographie de l'exposition du territoire national au retrait gonflement des sols argileux est disponible sur le site du BRGM,.
Par ailleurs, afin de mieux appréhender le risque d’affaissement de terrain, l'inventaire national des cavités souterraines permet de localiser celles situées sur la commune.
La commune a été reconnue en état de catastrophe naturelle au titre des dommages causés par les inondations et coulées de boue survenues en 1982, 1999 et 2000. Concernant les mouvements de terrains, la commune a été reconnue en état de catastrophe naturelle au titre des dommages causés par des mouvements de terrain en 1999.

#### Risque particulier
Dans plusieurs parties du territoire national, le radon, accumulé dans certains logements ou autres locaux, peut constituer une source significative d’exposition de la population aux rayonnements ionisants. Certaines communes du département sont concernées par le risque radon à un niveau plus ou moins élevé. Selon la classification de 2018, la commune de Mérinchal est classée en zone 3, à savoir zone à potentiel radon significatif.

## Toponymie
Attestée sous la forme Mairenchalm vers 1150, Mayrenchalm en 1231. Le nom est tiré selon Ernest Nègre du nom d'une personne romaine, Matrinus, accompagné de la terminaison chalm qui signifie lande, plateau désert.
Son nom est Mairinchau en auvergnat, le dialecte autrefois parlé localement,.

### Transports en commun
- Réseau TransCreuse

## Histoire

### Antiquité
On trouve une occupation humaine sur la commune de Mérinchal dès l'Antiquité.
Cette occupation humaine remonte jusqu'aux temps des Celtes : la toponymie de certains villages rappelle leur présence. Ainsi, le toponyme La Bessaude que l'on retrouve dans des documents datant de 1841 (et qui correspond au village actuel de la Bessède) signifiait « bois de bouleaux » à l'époque gauloise, ce qui laisse à penser par ailleurs que les premières maisons du hameau ont été construites à l'emplacement d'une ancienne boulaie défrichée. On peut aussi penser qu'à l'emplacement du hameau Le Lac, déformation actuelle de l'ancien nom de village Le Luc au Moyen Âge, il y aurait eu un bois sacré à l'époque gauloise, d'après sa traduction littérale, où aurait pu se dérouler des cérémonies animées par les druides.
On sait de plus que Maresches (nom apparaissant dans des documents de 1357), ancienne bourgade principale de Mérinchal, datait de l'époque gauloise, tout comme l'ancienne bourgade de Breulh. D'autre part, le site de Chaupeyre (1623) ou Chaupeix (1760) selon les documents, fait référence à une large pierre debout d'après sa signification gauloise. En effet, près de ce lieu se trouvait un dolmen dont la table était portée par 4 pierres en forme de pyramide hautes de 1,50 m (ce dolmen a été détruit en 1826). On pense qu'il s'agissait certainement d'un tombeau de chef gaulois.
Enfin, en 1865, une hache celtique en pierre fut trouvée dans un champ de Mérinchal et remise au musée de Clermont.
La période gallo-romaine a également laissé son empreinte sur la commune. Ainsi, une ancienne grande voie romaine traversait la commune du nord au sud. La via strata, ou via strada joignait Eygurande à Bourges, et possédait un relais de poste à l'Estrade (terme qui en romain désigne une route empierrée) devenu Létrade depuis au moins 1842. Non loin de là, un colon romain, nommé Marillius ou Marillus, installa sa propriété, qui prit son nom : Marillanicas, devenu entre-temps le village Maliangeas au Moyen Âge, puis Marlanges (au moins depuis 1686 d'après un document), son nom actuel. Par ailleurs, des urnes funéraires furent découvertes dans ce village dans le passé. On trouvait également un domaine agricole gallo-romain au-dessus de Pruny, qui a subsisté jusqu'au Moyen Âge, et dont le nom, Le Coudert ou le Couderc, nous informe par ailleurs que l'usage de la propriété y était partagé. Il y avait aussi un village gallo-romain sur l'ancienne route de La Bessède à L'Hérault, aujourd'hui détruit, que l'on retrouve au Moyen Âge en site fortifié sous le nom Commandange (qui signifie « Commandeur »). Pour anecdote, selon la légende, la fontaine de ce hameau avait été empoisonnée mortellement ; seules deux jeunes filles survécurent et se réfugièrent au village de la Bessède.
D'un point de vue archéologique, on a découvert en 1883 dans la tranchée de la Croix Marchon trois urnes funéraires en pierres rudes ; et en 1860, on avait trouvé près de là un mur en briques romaines, des vases, et des médailles près du château de la Mothe.

### Moyen Âge et Ancien Régime
L'histoire de la commune de Mérinchal est très riche au Moyen Âge. Les villages qui existaient déjà vont connaître des évolutions.
La Bessède devient un domaine, dont on sait qu'il était devenu un fief appartenant en 1711 à Marguerite de Ségonzat. C'est le cas également pour Le Luc (actuellement Le Lac), qui en 1763 était un fief appartenant à la famille de Bosredon ; pour Marillanicas, devenu entre-temps le village Maliangeas au Moyen Âge, puis Marlanges, qui appartenait en 1789 au marquis François de Bosredon, seigneur de ce lieu ; pour Chaupeyre, devenu un fief appartenant en 1623 à un membre de la famille du Plantadis, Antoine du Plantadis ; pour le village romain au Montalonc, qui en 1750 était une dépendance de la terre du Jeauffreix à Henri du Bourg.
Non loin de là, Hilarius, devenu Layral en 1357, avait une église paroissiale (la paroisse étant placée sous le vocable de Saint Agnès) et un cimetière selon un document de la même année. C'est dans ce cimetière qu'étaient enterrés les lépreux de Lazareix. Un prieuré y a été construit en 1357 ou en 1392, dépendant de l'abbaye de Chambon, ou faisant partie de l'archipêtré d'Herment, selon les documents.
Le village Cares (actuellement Le Cher depuis au moins 1760) apparaît au VIe siècle, dont le nom correspond a priori au nom de la rivière du Cher près de laquelle elle est située (toponyme qui signifie « cailloux »). Il se situait plus bas au Moyen Âge, au lieu-dit « Les Chardons ».
On sait qu'il y a eu au Haut Moyen Âge, à Lagorsse (« site fortifié »), un ancien village détruit qui se trouvait au-dessus du village du Parjadis sur la route du Montalon, une motte féodale de 60 m de diamètre et de 10 à 12 m de hauteur entourée d'un fossé.
Au Moyen Âge, le bourg de Mérinchal commence à se dessiner de manière plus précise. Les deux villages de l'époque gauloise, Maresches (nom qui apparaît dans des documents de 1357 et qui signifie « lieu marécageux »), et Breulh (qui apparaît tel quel en 1157, puis sous la forme « Breul » en 1600 et qui signifie « hameau clos de palissade au milieu d'un bois »), qui ont chacun une église, Maresches ayant en plus un cimetière, deviennent des bourgades de Mérinchal. Jusqu'en 1357, c'est Maresches qui est la bourgade principale de Mérinchal, puis à partir de cette date jusqu'en 1628, Breulh devient le bourg de Mérinchal et s'étend du sommet du Fary vers le Miépeix.
Le nom même de Mérinchal commence à apparaître : Mairenchalm en 1150, Mayrenchalm en 1231, Marenchal en 1357, Mérinchalm en 1535, et il signifie « mont rocheux entouré de marais ». Il désigne ainsi les fortifications qui bordent les deux bourgades, qui sont composées des deux châteaux féodaux, des fossés, d'un poste de guet et d'enceintes. Le premier des châteaux féodaux, le château de Beauvoir (1249, signifie « belle vue »), se trouvait au sommet du bourg. Il avait un fossé et il était défendu par des tours. Le second château est l'actuel château de la Mothe (ou la Motte, dans un document de 1605, « la mothe » étant en ancien français un tertre surmonté en général d'un fort en bois, mais qui est devenu synonyme de forteresse au Moyen Âge).
La terre et seigneurie de Villelume appartenait à Guillaume de Villelume, chevalier, seigneur du lieu, qui participa à la première croisade des barons en 1096. Il prit d'assaut avec une telle vigueur  les remparts de Jérusalem que Godefroy de Bouillon lui donna pour armes, un drapeau pris sur les infidèles. Ses descendants habitèrent Villelume jusqu'à la destruction du château par les Anglais. Alors que les Anglais s’étaient emparés du château de Sermur à peu de distance de celui de Villelume. D’abord vainqueur, Josselin de Villelume, les défit dans la plaine de Mondayraud, près de Mérinchal. Ceux-ci y furent enterrés, les pierres qui couvrent leurs tombes se voyaient encore en 1844 (relation du curé de Mérinchal) et sont appelées « pierres des soldats morts ». Dans un second combat, les Villelume furent défaits, leur château pris et brulé par les Anglais avec tout ce qu’il contenait (vers 1337). Josselin se retire alors dans son château de Barmontet à Verneugheol (Puy-de-Dôme). La terre et seigneurie de Villelume restée dans la descendance agnatique passa par mariage du 30 mai 1685 à Jean-François de Bosredon dont la fille Jeanne de Bosredon dame de Villelume épouse le 8 novembre 1704 Étienne Dougnon. Leur fils Maximilien épouse Marguerite Aymée Deneufvy en 1743 : de cette union naît Marguerite Dougnon, dame de Villelume qui épouse le 5 mars 1764 François Reynouard et dont la descendance conservera la terre de Villelume jusqu'au 26 janvier 1917.

### Les Templiers et les Hospitaliers
Le château de la Mothe a été construit au XIIe siècle par les Templiers. Le château de la Mothe avait une chapelle et une suite seigneuriale avec pavillon de chasse sur un site où l'on trouve actuellement la pharmacie (cité dans un texte de 1357 comme étant nommé « La Chapelle »). Le poste de guet était situé au-dessus du château de la Mothe, à La Gardeiche (signifie littéralement poste de guet, par la suite, c'est devenu le nom du domaine agricole voisin qui appartenait autrefois au château (apparaît dans un document de 1605).
Commandange (« Commandeur ») au Moyen Âge puis Commanderie était devenu un site fortifié. On y a retrouvé une croix cerclée (ordre de Saint-Jean de Jérusalem) et une croix pâtée (ordre des Templiers). Sa destruction en 1620, selon la légende, a fait suite à l'empoisonnement de sa fontaine auquel seulement deux jeunes filles survécurent, se réfugiant ensuite à La Bessède.

### Époque contemporaine
- La Croix de Fer en 1865

Cette croix fut posée à la mémoire d'Augustine Laporte âgée de 12 ans domiciliée au village de Marnière et assassinée à cet endroit en 1865. C'est devenu depuis le nom d'une rue du bourg de Mérinchal.
- Construction de la ligne de chemin de fer en 1883, qui traverse la commune.

Deux gares ont existé sur la commune : au bourg même, et à Létrade à la rencontre de la route nationale, puis devenues de simples arrêts, si les passagers en faisaient la demande, en montant dans le train de la ligne de Bourges à Miécaze. Depuis mars 2008, la ligne de chemin de fer a été fermée de la gare d'Eygurande-Merlines à la gare de Montluçon, la suppression de la circulation étant même prolongée en juillet 2014 jusqu'à Ussel, un autobus assurant la liaison.
- Les Martissounes

Au début du XXe siècle au village des Brouges, il y avait une malheureuse femme qui habitait dans une vieille masure, une nommée Joséphine dite « La Martissoune » âgée de plus de 80 ans. La pauvre ne vivait seulement qu'avec deux chèvres et de quelques produits de ferme qu'elle confectionnait elle-même. Ce surnom signifiait « la femme (ou la fille) de Martin (Martï en auvergnat), ou éventuellement de Martisson, diminutif de Martï ». Une rue du bourg porte maintenant son surnom.
Une exploitation d'un filon de stibine (minerai d'antimoine), entre les deux guerres mondiales, a donné une production d'environ 500 tonnes d'antimoine métal.

## Héraldique
| Blason de Mérinchal | Blason  | Écartelé : au 1er d'azur au loup passant d'or, au 2e d'azur à dix besants d'argent ordonnés 4, 3, 2 et 1, au 3e d'argent à la bande de gueules chargée de trois coquilles d'or, au 4e de sable semé d'étoiles d'or et au lion du même armé et lampassé de gueules brochant. |
| Blason de Mérinchal | Détails | Le statut officiel du blason reste à déterminer. |

## Politique et administration
| Période   | Période                   | Identité                  | Étiquette | Qualité     |
| --------- | ------------------------- | ------------------------- | --------- | ----------- |
| mars 1793 | mars 1801                 | Bory Pierre Gilbert       |           |             |
| mars 1801 | mars 1815                 | Borsse Antoine Marien     |           |             |
| mars 1815 | mars 1816                 | Borsse Jean               |           |             |
| mars 1816 | mars 1854                 | Bory Jean Magdelain       |           |             |
| mars 1854 | mars 1859                 | Bory Pierre Claude Michel |           |             |
| mars 1859 | mars 1878                 | Couturier Marien Gustave  |           |             |
| mars 1878 | mars 1880                 | Mandon François           |           |             |
| mars 1881 | mars 1882                 | Charriere Antoine         |           |             |
| mars 1882 | mars 1884                 | Richen François           |           |             |
| mars 1904 | mars 1929                 | Rover Auguste             |           |             |
| mars 1929 | mars 1931                 | Mallet Joseph             |           |             |
| mars 1931 | mars 1941                 | Dumas Georges             |           |             |
| mars 1942 | mars 1944                 | Echégut Raymond           |           |             |
| mars 1944 | mars 1945                 | Roumat René               |           |             |
| mars 1945 | mars 1958                 | Dumas Georges             |           |             |
| mars 1958 | mars 1977                 | Pierre Ventenat           |           | Commerçant  |
| mars 1977 | mars 1983                 | Roger Pradeux             |           |             |
| mars 1983 | mars 1989                 | Guy Boussange             |           |             |
| mars 1989 | mars 2001                 | Alfred Ben Moussi         |           | Commerçant  |
| Mars 2001 | En cours (au 9 aout 2023) | Marie-Françoise Ventenat  | DVD       | Commerçante |

## Démographie
L'évolution du nombre d'habitants est connue à travers les recensements de la population effectués dans la commune depuis 1793. Pour les communes de moins de 10 000 habitants, une enquête de recensement portant sur toute la population est réalisée tous les cinq ans, les populations de référence des années intermédiaires étant quant à elles estimées par interpolation ou extrapolation. Pour la commune, le premier recensement exhaustif entrant dans le cadre du nouveau dispositif a été réalisé en 2008.

En 2022, la commune comptait 661 habitants, en évolution de −10,43 % par rapport à 2016 (Creuse : −3,32 %, France hors Mayotte : +2,11 %).
| 1793  | 1800  | 1806  | 1821  | 1831  | 1836  | 1841  | 1846  | 1851  |
| ----- | ----- | ----- | ----- | ----- | ----- | ----- | ----- | ----- |
| 1 578 | 1 311 | 1 662 | 1 807 | 1 945 | 2 119 | 2 150 | 2 212 | 2 212 |

| 1856  | 1861  | 1866  | 1872  | 1876  | 1881  | 1886  | 1891  | 1896  |
| ----- | ----- | ----- | ----- | ----- | ----- | ----- | ----- | ----- |
| 2 031 | 1 881 | 1 917 | 1 910 | 1 869 | 1 989 | 2 032 | 2 033 | 1 980 |

| 1901  | 1906  | 1911  | 1921  | 1926  | 1931  | 1936  | 1946  | 1954  |
| ----- | ----- | ----- | ----- | ----- | ----- | ----- | ----- | ----- |
| 1 882 | 1 832 | 1 806 | 1 550 | 1 457 | 1 417 | 1 357 | 1 330 | 1 256 |

| 1962  | 1968  | 1975  | 1982  | 1990 | 1999 | 2006 | 2008 | 2013 |
| ----- | ----- | ----- | ----- | ---- | ---- | ---- | ---- | ---- |
| 1 199 | 1 187 | 1 159 | 1 032 | 907  | 821  | 762  | 745  | 733  |

| 2018 | 2022 | - | - | - | - | - | - | - |
| ---- | ---- | - | - | - | - | - | - | - |
| 703  | 661  | - | - | - | - | - | - | - |

## Lieux et monuments
- Château de la Mothe, XIIe siècle.
- Source du Cher.

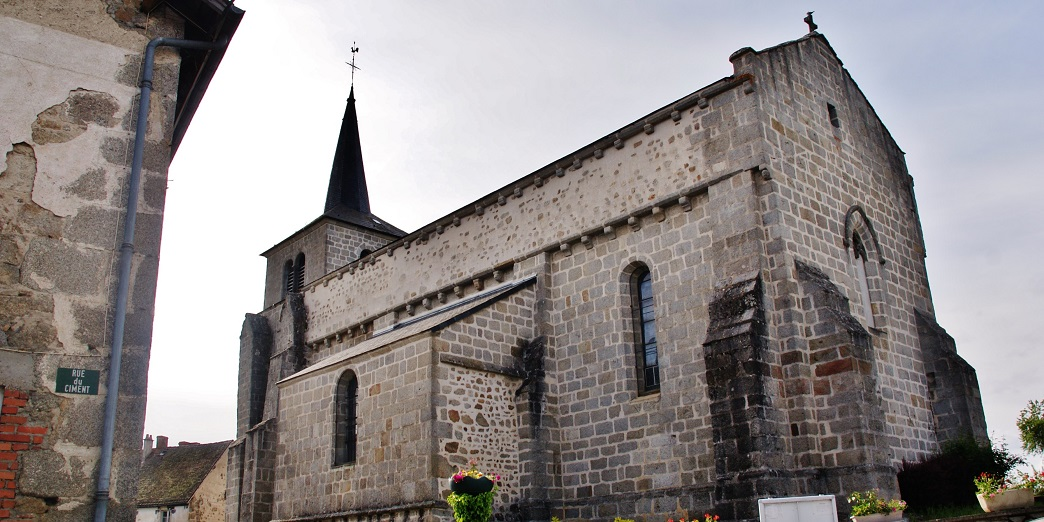
L'église paroissiale Saint-Pierre.

- Église Saint-Pierre du bourg. Elle est inscrite à l'Inventaire général du patrimoine culturel[26]. Elle est du XIVe siècle, le clocher ainsi que la toiture ont été refaits en 1755 ; elle a deux chapelles, celle du nord dite de Villelume et celle du midi dite de la Mothe. Les cloches sont de 1748, ayant pour parrain Louis de la Roche Aymon et pour marraine Henriette Françoise de la Roche Aymon, dame de Roussines et de Barmont.
- Chapelle du Calvaire ; cette chapelle a été construite au XIXe siècle, sa construction est due au révérend père Xavier Beluze, chevalier du Saint-Sépulcre et missionnaire apostolique ; elle a remplacé un vieil édifice en ruines qui dépendait du château de la Mothe. Ce petit monument religieux était dit « chapelle de la Mothe ». Aujourd'hui, elle est rattachée au village de la Vernède.

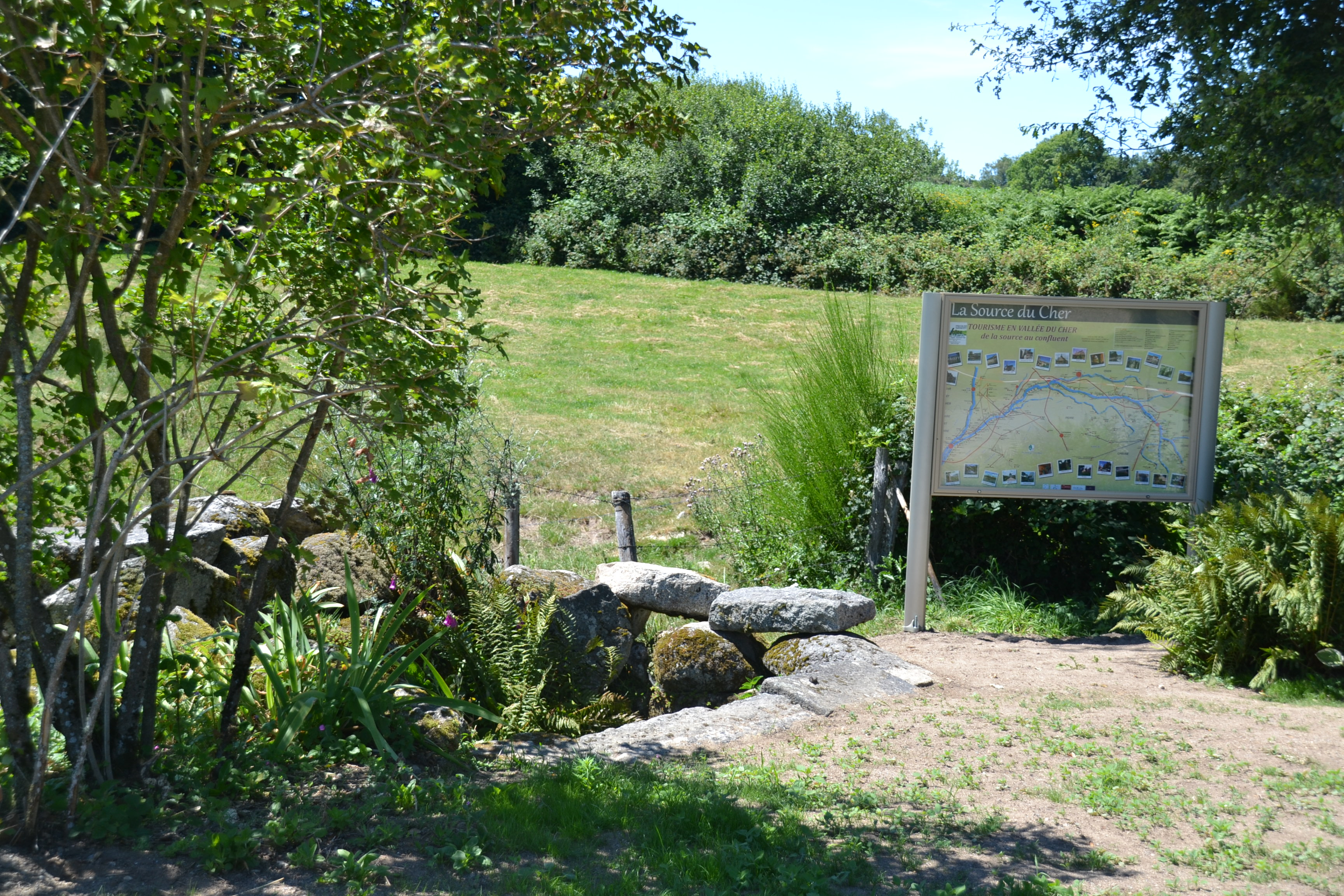
Site de la source du Cher.
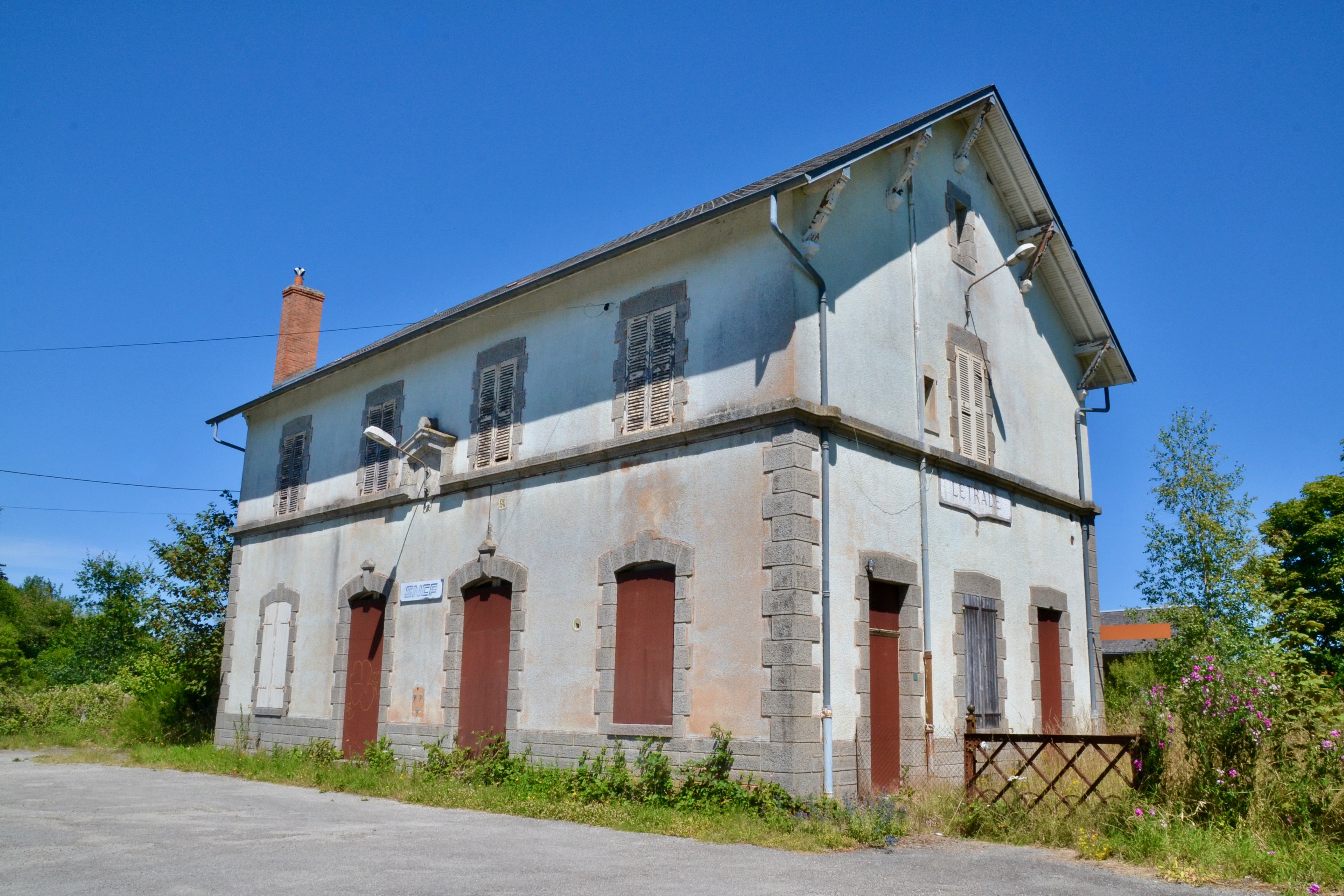
L'ancienne gare de Létrade.

## Personnalités liées à la commune
- Ernest Sourioux (1895-1944) est un homme politique français. Député de la Creuse (1939-1942), agriculteur dès 1932 sur la commune.

## Jumelages
Öhningen (Allemagne) depuis 1984